# Mistrzostwa Świata w Lekkoatletyce 1987 – bieg na 1500 m mężczyzn

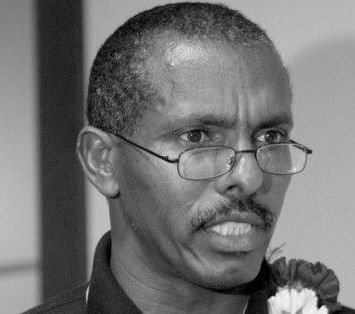
Mistrz świata Abdi Bile

Bieg na 1500 metrów mężczyzn – jedna z konkurencji biegowych rozgrywanych podczas lekkoatletycznych mistrzostw świata w 1987 na Stadionie Olimpijskim w Rzymie.
Zwycięzcą został Abdi Bile z Somalii. Tytułu zdobytego na poprzednich mistrzostwach nie obronił Steve Cram z Wielkiej Brytanii, który tym razem zajął 8. miejsce w finale.

## Terminarz
| Data       |            |
| ---------- | ---------- |
| 3 września | Eliminacje |
| 4 września | Półfinały  |
| 6 września | Finał      |

## Rekordy
|                          | Zawodnik    | Wynik   | Miejsce  | Data                  |
| ------------------------ | ----------- | ------- | -------- | --------------------- |
| Rekord świata            | Saïd Aouita | 3:29,46 | Berlin   | 23 sierpnia 1985(dts) |
| Rekord mistrzostw świata | Steve Cram  | 3:35,77 | Helsinki | 13 sierpnia 1983(dts) |

## Wyniki

### Eliminacje
Rozegrano 3 biegi eliminacyjne. Z każdego biegu sześciu najlepszych zawodników automatycznie awansowało do półfinałów (Q). Skład półfinalistów uzupełniło sześciu najszybszych biegaczy spoza pierwszej szóstki ze wszystkich biegów eliminacyjnych (q).

#### Bieg 1
| Poz. | Imię i nazwisko   | Narodowość        | Wynik   | Uwagi |
| ---- | ----------------- | ----------------- | ------- | ----- |
| 1    | Omer Khalifa      | Sudan             | 3:41,93 | Q     |
| 2    | Steve Cram        | Wielka Brytania   | 3:42,05 | Q     |
| 3    | Peter Rono        | Kenia             | 3:42,26 | Q     |
| 4    | Steve Scott       | Stany Zjednoczone | 3:42,43 | Q     |
| 5    | Rémy Geoffroy     | Francja           | 3:42,45 | Q     |
| 6    | Michael Hillardt  | Australia         | 3:42,79 | Q     |
| 7    | Peter Wirz        | Szwajcaria        | 3:43,00 |       |
| 8    | Ray Flynn         | Irlandia          | 3:43,06 |       |
| 9    | Andrés Vera       | Hiszpania         | 3:43,24 |       |
| 10   | David Campbell    | Kanada            | 3:43,80 |       |
| 11   | Dieudonné Kwizera | Burundi           | 3:44,36 |       |
| 12   | Manuel Balmaceda  | Chile             | 3:49,52 |       |
| –    | Ari Suhonen       | Finlandia         | DNS     |       |

#### Bieg 2
| Poz. | Imię i nazwisko           | Narodowość                   | Wynik   | Uwagi |
| ---- | ------------------------- | ---------------------------- | ------- | ----- |
| 1    | Abdi Bile                 | Somalia                      | 3:38,05 | Q     |
| 2    | Jens-Peter Herold         | NRD                          | 3:38,10 | Q     |
| 3    | Steve Crabb               | Wielka Brytania              | 3:38,11 | Q     |
| 4    | Peter Bourke              | Australia                    | 3:38,18 | Q     |
| 5    | Marcus O’Sullivan         | Irlandia                     | 3:38,20 | Q     |
| 6    | Dieter Baumann            | RFN                          | 3:38,31 | Q     |
| 7    | Mogens Guldberg           | Dania                        | 3:38,67 | q     |
| 8    | Joseph Chesire            | Kenia                        | 3:38,71 | q     |
| 9    | Teófilo Benito            | Hiszpania                    | 3:38,90 | q     |
| 10   | Zeki Öztürk               | Turcja                       | 3:40,38 | q     |
| 11   | Chuck Aragon              | Stany Zjednoczone            | 3:40,82 | q     |
| 12   | Getahun Ayana             | Etiopia                      | 3:42,29 |       |
| 13   | Moubarak Mohamed Abdullah | Zjednoczone Emiraty Arabskie | 3:51,04 |       |

#### Bieg 3
| Poz. | Imię i nazwisko    | Narodowość        | Wynik   | Uwagi |
| ---- | ------------------ | ----------------- | ------- | ----- |
| 1    | Kipkoech Cheruiyot | Kenia             | 3:40,22 | Q     |
| 2    | José Luis González | Hiszpania         | 3:40,28 | Q     |
| 3    | Han Kulker         | Holandia          | 3:40,32 | Q     |
| 4    | Jim Spivey         | Stany Zjednoczone | 3:40,48 | Q     |
| 5    | Uwe Becker         | RFN               | 3:40,63 | Q     |
| 6    | Łeonid Masunow     | ZSRR              | 3:40,68 | Q     |
| 7    | Mário da Silva     | Portugalia        | 3:40,99 | q     |
| 8    | Adrian Passey      | Wielka Brytania   | 3:41,44 |       |
| 9    | Markus Hacksteiner | Szwajcaria        | 3:42,04 |       |
| 10   | Pat Scammell       | Australia         | 3:44,93 |       |
| 11   | Gerry O’Reilly     | Irlandia          | 3:45,77 |       |
| 12   | Johnny Kroon       | Szwecja           | 3:49,06 |       |
| –    | El Moctar          | Mauretania        | DNF     |       |

### Półfinały
Rozegrano 2 biegi półfinałowe. Z każdego biegu pięciu najlepszych zawodników awansowało do finału (Q). Skład finalistów uzupełniło dwóch najszybszych biegaczy spoza pierwszej piątk ze wszystkich biegów półfinałowych (q).

#### Bieg 1
| Poz. | Imię i nazwisko    | Narodowość        | Wynik    | Uwagi |
| ---- | ------------------ | ----------------- | -------- | ----- |
| 1    | Abdi Bile          | Somalia           | 3:35,67, | Q     |
| 2    | José Luis González | Hiszpania         | 3:35,68  | Q     |
| 3    | Steve Cram         | Wielka Brytania   | 3:35,78  | Q     |
| 4    | Joseph Chesire     | Kenia             | 3:35,82  | Q     |
| 5    | Steve Scott        | Stany Zjednoczone | 3:35,91  | Q     |
| 6    | Han Kulker         | Holandia          | 3:36,08  | q     |
| 7    | Rémy Geoffroy      | Francja           | 3:37,47  | q     |
| 8    | Łeonid Masunow     | ZSRR              | 3:38,24  |       |
| 9    | Peter Bourke       | Australia         | 3:38,42  |       |
| 10   | Chuck Aragon       | Stany Zjednoczone | 3:39,45  |       |
| 11   | Zeki Öztürk        | Turcja            | 3:42,17  |       |
| 12   | Dieter Baumann     | RFN               | 3:42,71  |       |

#### Bieg 2
| Poz. | Imię i nazwisko    | Narodowość        | Wynik   | Uwagi |
| ---- | ------------------ | ----------------- | ------- | ----- |
| 1    | Jens-Peter Herold  | NRD               | 3:40,57 | Q     |
| 2    | Jim Spivey         | Stany Zjednoczone | 3:40,63 | Q     |
| 3    | Kipkoech Cheruiyot | Kenia             | 3:40,64 | Q     |
| 4    | Omer Khalifa       | Sudan             | 3:40,79 | Q     |
| 5    | Michael Hillardt   | Australia         | 3:40,95 | Q     |
| 6    | Mário da Silva     | Portugalia        | 3:41,12 |       |
| 7    | Marcus O’Sullivan  | Irlandia          | 3:41,24 |       |
| 8    | Teófilo Benito     | Hiszpania         | 3:41,89 |       |
| 9    | Steve Crabb        | Wielka Brytania   | 3:42,12 |       |
| 10   | Uwe Becker         | RFN               | 3:43,73 |       |
| 11   | Peter Rono         | Kenia             | 3:44,76 |       |
| 12   | Mogens Guldberg    | Dania             | 3:50,79 |       |

### Finał
| Poz. | Imię i nazwisko    | Narodowość        | Wynik   |
| ---- | ------------------ | ----------------- | ------- |
| 1    | Abdi Bile          | Somalia           | 3:36,80 |
| 2    | José Luis González | Hiszpania         | 3:38,03 |
| 3    | Jim Spivey         | Stany Zjednoczone | 3:38,82 |
| 4    | Joseph Chesire     | Kenia             | 3:39,36 |
| 5    | Omer Khalifa       | Sudan             | 3:39,81 |
| 6    | Jens-Peter Herold  | NRD               | 3:40,14 |
| 7    | Michael Hillardt   | Australia         | 3:40,23 |
| 8    | Steve Cram         | Wielka Brytania   | 3:41,19 |
| 9    | Han Kulker         | Holandia          | 3:42,16 |
| 10   | Rémy Geoffroy      | Francja           | 3:43,02 |
| 11   | Kipkoech Cheruiyot | Kenia             | 3:44,54 |
| 12   | Steve Scott        | Stany Zjednoczone | 3:45,92 |